# Johann Baptist Metz
Johann Baptist Metz (Auerbach, Alto Palatinado, Alemania, 5 de agosto de 1928-Múnich, Baviera, 2 de diciembre de 2019) fue un teólogo alemán. Fue profesor de teología fundamental en la Universidad de Münster entre 1963 y 1993. Cofundador de la revista Concilium, fue también miembro del comité fundador de la Universidad de Bielefeld. Asesor desde 1969 del pontificio Secretariado para los «no creyentes». Fue ordenado presbítero en 1954. Considerado el padre de la teología política.

## Obra y pensamiento
Su obra se caracterizó por dar una importancia fundamental a la política dentro de la reflexión teológica, algo que le llevó a ser considerado el fundador de la nueva teología política, un marco conceptual que fue la semilla y el motor de lo que se llamó teología de la liberación.
Una de sus claves fundamentales es la experiencia de la Shoah, es la razón anamnésica como clave para revisar la historia y evitar que se convierta en pura historiografía: «Solo así será guardado el recuerdo de los sufrientes anónimos». Así la narrativa, la literatura, se convierten en aliado inevitable de la historia como elemento clave de la narración.[cita requerida]
También afrontó el sufrimiento «a causa de Dios» ante el cual adoptó la posición del pueblo judío de una «pobreza de corazón», siendo incapaz de dar soluciones míticas ni especulativas tales como el «sufrimiento de Dios» con el que no estuvo de acuerdo siguiendo a su maestro Rahner. Recuerda la oración judía: «Si Te conociera, no serías Tú». 
Discutió la posición de San Agustín según la cual el sufrimiento del hombre proviene de la libertad del hombre, ya que según Metz, traslada el misterio del sufrimiento del hombre a causa de Dios al propio hombre. La alternativa cristiana está en la apocalíptica: «Sin apocalíptica, la cristología se convierte en una ideología de triunfadores», ya que la única respuesta comprensible que tendrá el hombre la encontrará tras la muerte. Esta huida de lo apocalíptico en el hombre actual es la causa y el origen del dolor del hombre: «Quien separa armoniosamente cristología y apocalíptica; quien escucha, por ejemplo, el discurso sobre la resurrección de Cristo en la cruz de forma tal que el clamor apocalíptico del Hijo abandonado por Dios se haga inaudible, ese tal no escucha el Evangelio, sino un arcaico mito de triunfadores».
La opción del hombre ante la incomprensibilidad de Dios es la oración. Así dice: «¿Estaba Israel contento con su Dios? ¿Estaba Jesús contento con su Padre? ¿Hace feliz la religión? ¿Otorga identidad? ¿Proporciona hogar espiritual, seguridad, paz con uno mismo? ¿Apacigua la angustia? ¿Da respuesta a las preguntas? ¿Satisface los deseos, al menos los más ardientes? Lo dudo. ¿Para qué sirve entonces la religión?, ¿para qué sus oraciones? Pedir Dios a Dios...».
Asimismo ofrece alternativas para la modernización de la Iglesia basadas en Iglesias base incardinadas en su historia y en la tradición original cristiana.

## Algunas obras
- Por una mística de ojos abiertos. Herder editorial. ISBN:  978-84-254-2931
- Memoria Passionis, Ed Sal Terrae, Un compendio extenso de toda su obra
- Esperar a pesar de todo, con Elie Wiesel. Ed Trotta, 1996. ISBN 978-84-8164-050.
- Pasión de Dios: la existencia de las órdenes religiosas hoy, Tiemo Rainer Peters. Barcelona: Herder, 1992. ISBN 84-254-1809-7
- Más allá de la religión burguesa: sobre el futuro del cristianismo, Sígueme, 1982. ISBN 84-301-0874-2
- La fe, en la Historia y la Sociedad: esbozo de una teología política fundamental para nuestro tiempo, Ediciones Cristiandad, 1979. ISBN 84-7057-262-8
- Las órdenes religiosas: su misión en un futuro próximo como testimonio vivo del seguimiento de Cristo, Barcelona: Herder, 1978.
- La provocación del discurso de Dios, con Joseph Ratzinger, Eveline Goodman-Thau y Jürgen Moltmann. Ed Trotta, 2001. ISBN 978-84-8164-469-2.
- Dios y tiempo. Ed Trotta, 2002. ISBN 978-84-8164-516-3.